# Vivian Nixon
Vivian Nichole Nixon (Miami, 31 maggio 1984) è un'attrice e ballerina statunitense.

## Biografia
Ha interpretato la dottoressa Hannah Brody in Grey's Anatomy e ha prestato la voce a Millie nella serie web animata Helluva Boss.

## Filmografia

### Attrice

#### Cinema
- (500) giorni insieme, regia di Marc Webb (2009);
- Louis (2010);
- Top Five, regia di Chris Rock (2014);
- Bolden!, regia di Dan Pritzker (2015);
- Hubie Halloween, regia di Steven Brill (2020);
- Natale in città con Dolly Parton, regia di Debbie Allen (2020).

#### Televisione
- Glee – 3 episodi (2009)
- Tutti odiano Chris – 1 episodio (2009)
- Smash – 10 episodi (2012)
- Boardwalk Empire - L'impero del crimine – 1 episodio (2013)
- It Could Be Worse –  1 episodio (2014)
- Power –  2 episodi (2014)
- Grey's Anatomy – 17 episodi (2015-2020)
- Station 19 – 2 episodi (2020)

### Doppiaggio
- Helluva Boss (Millie)